# Храм Святого Саввы (Джэксон)
Храм Свято́го Са́ввы (серб. Црква светог Саве, англ. Saint Sava Serbian Orthodox Church) — приходской храм Западноамериканской епархии Сербской православной церкви в городе Джэксоне, в США, главный престол которого освящён в честь первого сербского архиепископа и национального героя Сербии святого Саввы Сербского.
Является первой сербской церковью, построенной в США. 6 марта 1986 года храм был включён Национальный реестр исторических мест США.
В начале 2007 года Священный Синод Сербской православной церкви принял решение о перезахоронении останков архимандрита Севастиана (Дабовича) в храме святителя Саввы в городе Джэксоне, в Калифорнии. Перезахоронение состоялось 1 сентября того же года. Архиерейским Собором Сербской православной церкви, состоявшимся с 14 по 29 мая 2015 года был причислен к лику святых как преподобный. День памяти преподобного Севастиана (Дабовича) Джексонского Собор Сербской православной церкви определил праздновать 17/30 ноября.